# 국도 제339호선 (일본)

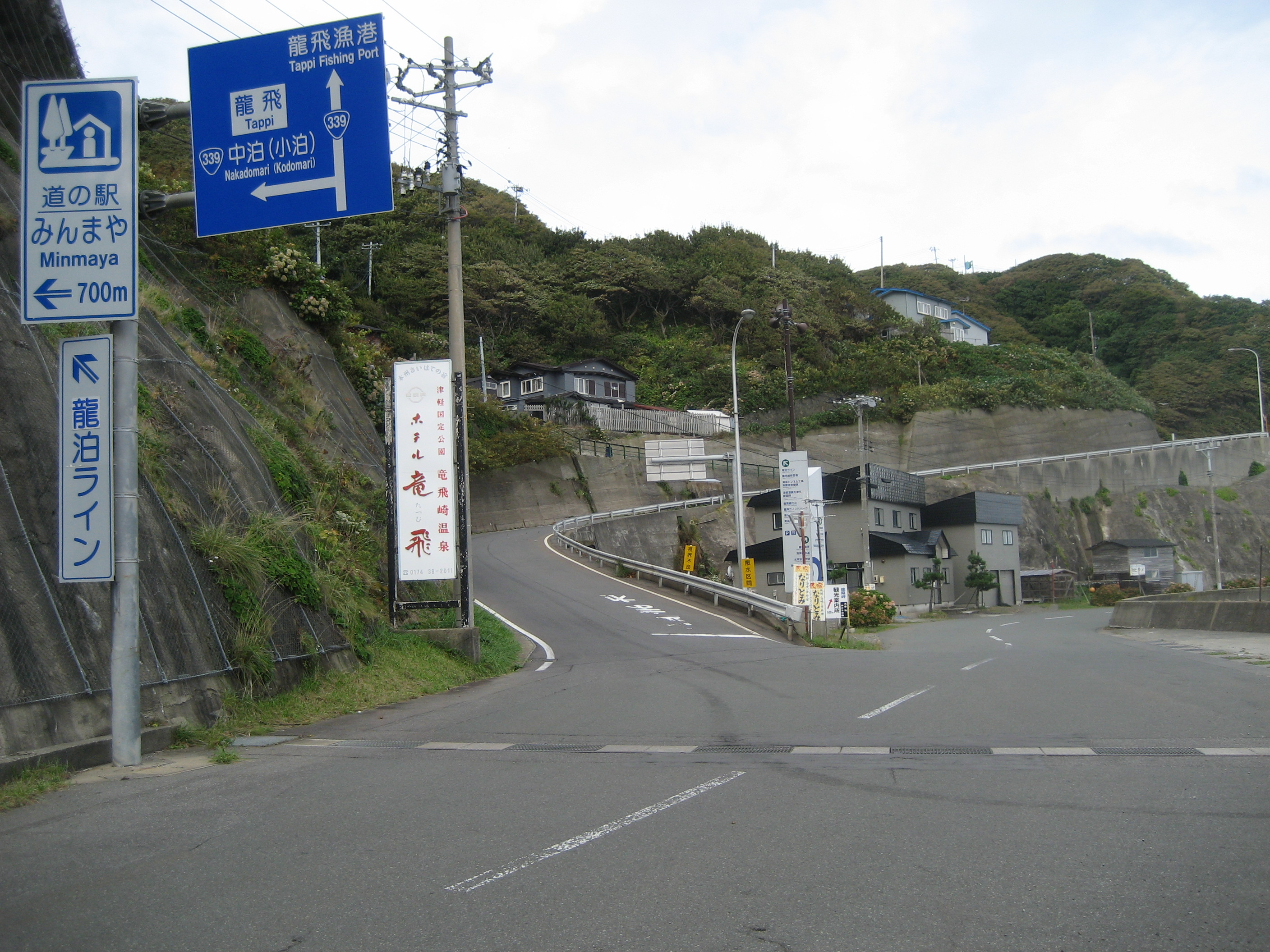
아오모리현 소토가하마정 민마야키오토시 부근 (계단국도 방면과 고도마리 방면으로 분기)

일본 339번 국도(国道339号→국도 339호)는 아오모리현 히로사키시를 출발, 고쇼가와라시를 거쳐 히가시쓰가루군 소토가하마정을 오가는 국도 노선이다. 특이하게도 이 국도 노선은 일본의 유일한 계단 국도이다. 계단 국도로는 362계단에 70m의 해발 고도이자 388m의 계단 길이가 구성되어 있어, 이 도로가 단절되어 있는 구간을 계단이 국도로 기능하게 되는 특이한 케이스이다. 그리고 이 도로의 현도는 95.1 km로 구성되어 있다.

## 주요 경유지
주요 경유지는 이 도로의 관할 구역 내 경유지가 전 지역 모두 아오모리현에 한하여 경유하는 노선이기도 하다.
- 통과하는 지자체 : 히로사키시 - 미나미쓰가루군 후지사키정 - 기타쓰가루군 이타야나기정 - 기타쓰가루군 쓰루타정 - 고쇼가와라시 - 기타쓰가루군 나카도마리정 - 히가시쓰가루군 소토가하마정

## 갤러리

계단 국도의 위에서 바라본 조경이며, 국도 339호선의 표지판과 계단의 모습 (2010년 8월)
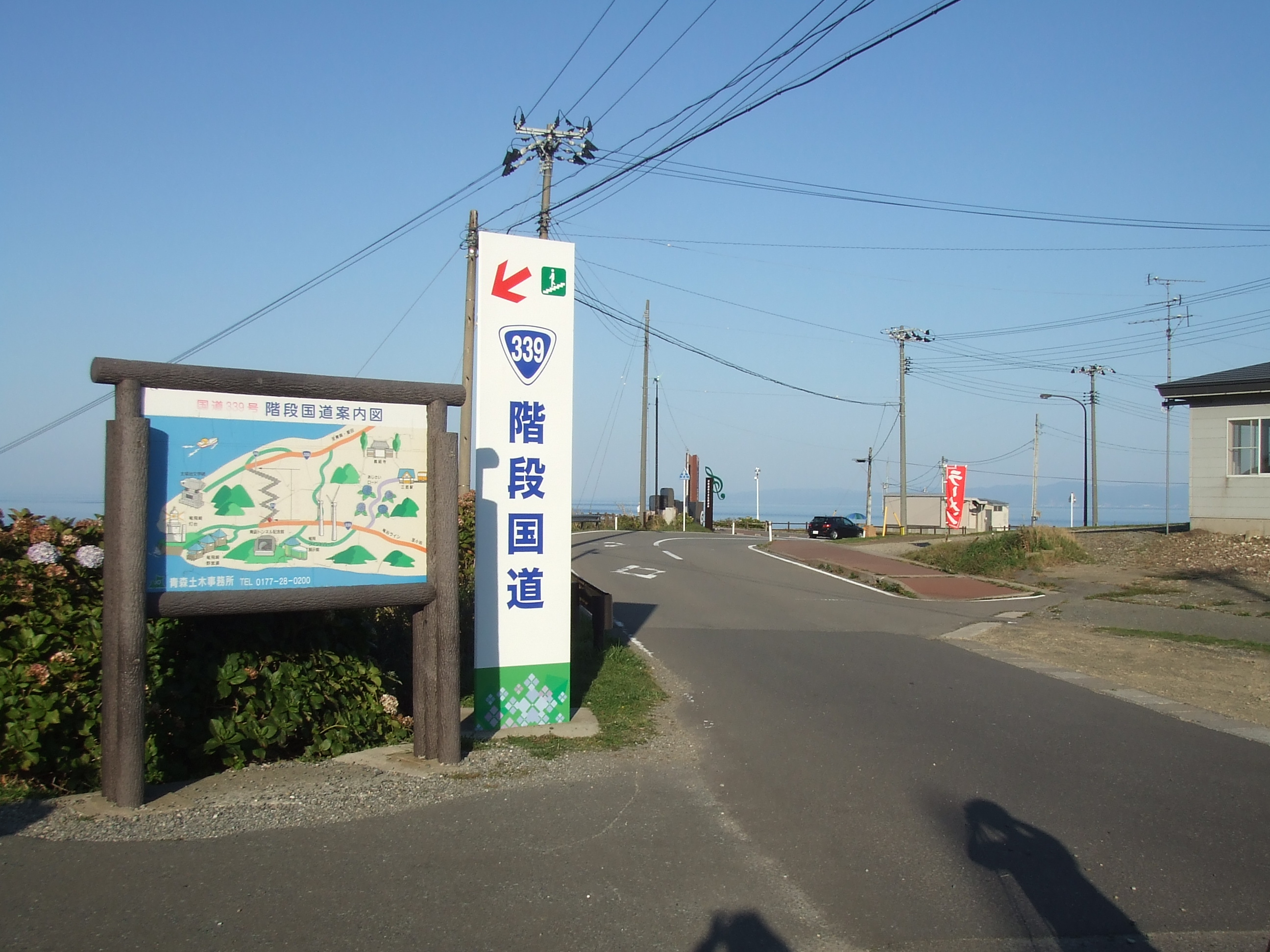
계단 국도를 안내하는 내용 (2007년 10월)
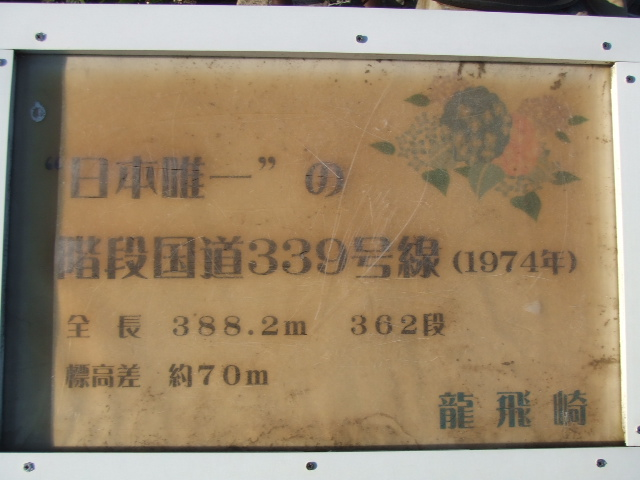
'일본의 유일한 계단 국도'를 가리키는 표지판 (2007년 10월)
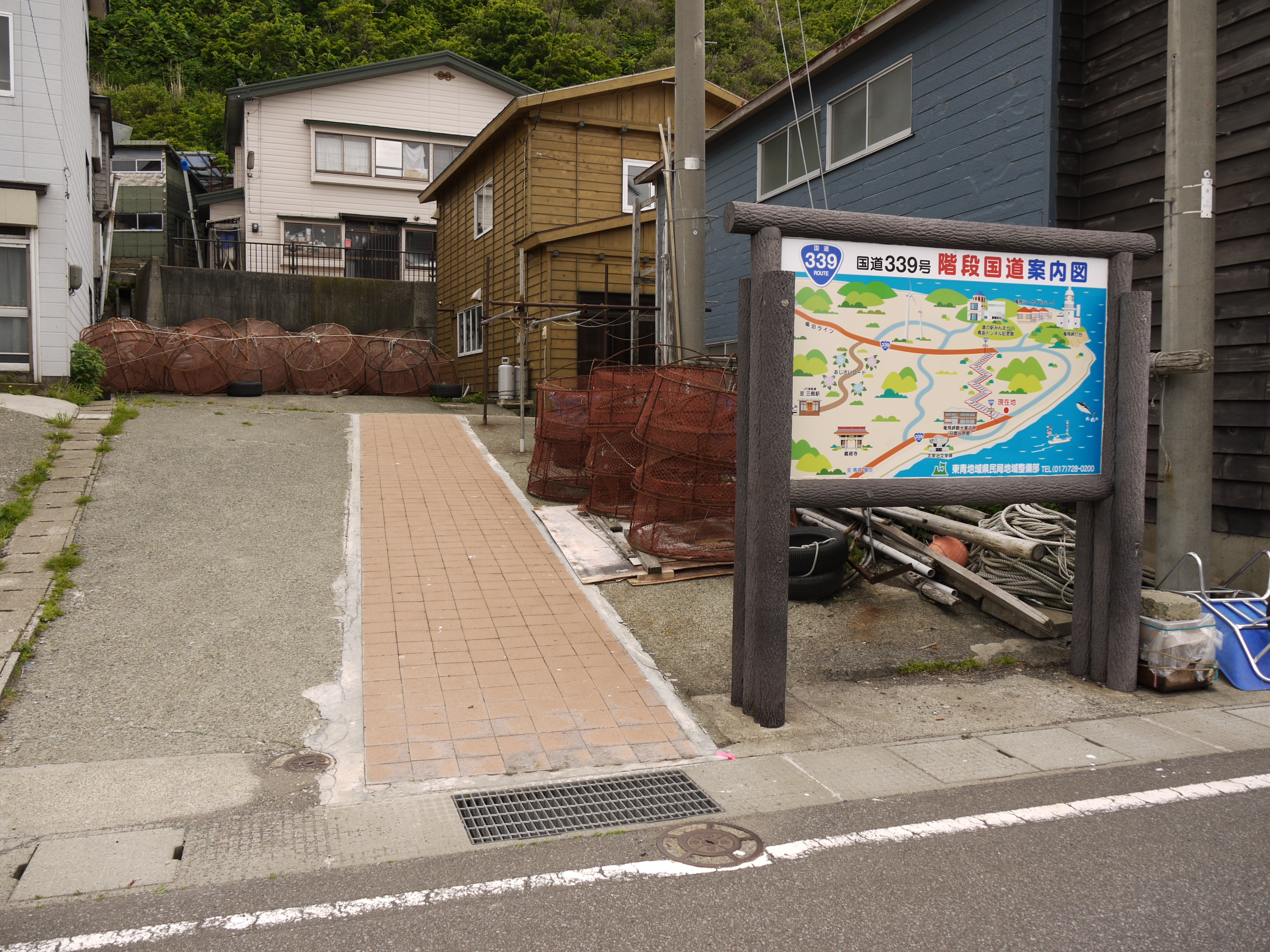
아래쪽으로 향하는 민가로 내려오는 길목 (2012년 5월)